# KLM-Flug 433
Der KLM-Flug 433 (Flugnummer: KL433) war ein planmäßiger Flug der niederländischen Regionalfluggesellschaft KLM Cityhopper von Amsterdam nach Cardiff, der jedoch unter einer Flugnummer der KLM durchgeführt wurde. Der Zwischenfall wird auch als KLM-Cityhopper-Flug 433 bezeichnet. Am 4. April 1994 verunglückte auf dem Flug eine Saab 340B bei einem missglückten Umkehrflug zum Flughafen Amsterdam Schiphol. Bei dem Unfall, der im Wesentlichen durch eine Verkettung von Pilotenfehlern verursacht wurde, kamen drei Menschen ums Leben.

## Flugzeug
Bei der betroffenen Maschine handelte es sich um eine Saab 340B aus schwedischer Produktion. Die Maschine war im Jahr 1990 endmontiert worden und trug die Werksnummer 340B-195. Das Flugzeug absolvierte am 19. Mai 1990 seinen Erstflug mit dem Testkennzeichen SE-F95 und wurde am 25. Juni 1990 mit dem Luftfahrzeugkennzeichen PH-KSH neu an die KLM Cityhopper ausgeliefert und von dieser seitdem durchgehend betrieben. Das zweimotorige Regionalverkehrsflugzeug war mit zwei Turboproptriebwerken des Typs General Electric CT7-9B ausgestattet.

## Passagiere und Besatzung
Es befand sich eine dreiköpfige Besatzung an Bord, bestehend aus einem Flugkapitän, einem Ersten Offizier und einer Flugbegleiterin. Für den Regionalflug von Flughafen Amsterdam Schiphol zum Flughafen Cardiff hatten 21 Passagiere in der Maschine Platz genommen.

## Unfallhergang
Kurz nach dem Start vom Flughafen Amsterdam Schiphol leuchtete unerwartet die Warnlampe für den Öldruck des rechten Triebwerks auf. Noch bevor der Erste Offizier die Checkliste zur Hand nahm, fuhr der Kapitän die Leistung des rechten Triebwerks in den Leerlauf.
Auf der Checkliste las der Erste Offizier, dass ein Handeln erforderlich sei, wenn sowohl das Warnsystem aufleuchtet als auch der Öldruck unter 30 PSI (etwa 207 kPa) sinkt. Da die Anzeige einen normalen Wert auswies, beschlossen die Piloten weiterzufliegen, der Kapitän unterließ es jedoch, die Leistung des rechten Triebwerks wieder zu erhöhen.
Als die Maschine eine Flughöhe von 17.000 Fuß (ca. 5200 Meter) erreicht hatte, stieg sie nicht mehr. Durch den Leerlauf, in den das rechte Triebwerk geschaltet worden war, war der Öldruck dort inzwischen wirklich gesunken. Die Piloten vermuteten daher einen Defekt des rechten Triebwerks im Zusammenhang mit der zuvor aufgeleuchteten Öldruckwarnung und beschlossen, umzukehren. Der Erste Offizier funkte eine Dringlichkeitsmeldung an die Flugsicherung in Schiphol.
Als sich die Maschine im Endanflug auf Schiphol befand, stellten die Piloten fest, dass sie zu langsam flog. Der Kapitän erhöhte daher den Schub des linken Triebwerks, was jedoch durch das Schubungleichgewicht zum Rollen der Maschine nach rechts führte. Dies veranlasste den Kapitän dazu, die Landung abzubrechen und durchzustarten. Er ließ das Fahrwerk einfahren und erhöhte den Schub. Dabei rollte die Maschine exzessiv nach rechts. Bei einem Rollwinkel von 80 Grad streifte die rechte Tragflächenspitze kurz darauf ein Feld neben der Landebahn, woraufhin die Maschine abstürzte.

## Opfer
Bei dem Unfall wurden der Kapitän und zwei Passagiere getötet. Von den übrigen Personen an Bord wurden 9 Menschen verletzt, während 12 Personen unverletzt blieben. Der Erste Offizier konnte sich aufgrund einer Amnesie nicht mehr an den Unfall erinnern.

## Ursache
Bei der Untersuchung des Flugunfalls stellte sich heraus, dass die Warnlampe wegen eines Kurzschlusses im Schalter aufgeleuchtet war. Dies war der einzige technische Defekt, der an dem Flugzeug aufgetreten war, es gab keine Probleme mit dem Triebwerksöldruck. Der Unfall wurde durch die Folge der anschließenden Pilotenfehler verursacht.
Der initiale Fehler des Kapitäns bestand im Zurückfahren des Schubs des rechten Triebwerks in den Leerlauf. Der Copilot, der mit der Checkliste beschäftigt war, bekam dies mutmaßlich nicht mit. Das Handeln des Kapitäns geschah womöglich intuitiv, in der Absicht, das Triebwerk zu schonen, falls es tatsächlich einen Defekt haben sollte. Diese Maßnahme ist jedoch in der Checkliste für Öldruckstörungen so nicht vorgesehen. Sollte bei einer Öldruckwarnung der Öldruck im Triebwerk unter 200 kPa fallen, schrieb die Checkliste vor, das Triebwerk außer Betrieb zu nehmen. Der Öldruck betrug jedoch für den Betriebszustand normale 344 kPa, in der Checkliste wurde dafür die Weiterführung des normalen Betriebes angegeben.
Nach dem Konsultieren der Checkliste hatten die Piloten daher beschlossen, den Flug fortzusetzen. Allerdings unterließ es der Kapitän, den Schub im rechten Triebwerk wieder hochzuregeln. Der Steigflug wurde also, von den Piloten unbemerkt, mit nur dem linken Triebwerk weitergeführt.
Auf einer Höhe von 17.000 Fuß war die Leistung des linken Triebwerks allein für ein Fortsetzen des Steigflugs nicht mehr ausreichend, dazu wäre der zusätzliche Schub des rechten Triebwerks nötig gewesen. Das Problem hätte sehr einfach behoben werden können, indem der Kapitän den Schub des rechten Triebwerks wieder dem des linken Triebwerks angeglichen hätte. Stattdessen gingen beide Piloten aufgrund des durch den Leerlauf des rechten Triebwerks mittlerweile tatsächlich gesunkenen Öldrucks nun von einem technischen Fehler aus und kehrten zum Flughafen Amsterdam Schiphol zurück.
Zum Absturz im Landeflug kam es, da sich das irrtümlich als defekt vermutete rechte Triebwerk nicht mit Propellerblättern in Segelstellung außer Betrieb befand, sondern im Leerlauf. Dies führt zu einem Bremseffekt am Propeller des Triebwerks, die Maschine wurde daher beim Endanflug zu langsam. Die Piloten bemerkten dies, und der Kapitän erhöhte daraufhin den Schub des linken Triebwerks – was bei gleichzeitiger Bremswirkung des rechten Propellers zum Rollen der Maschine nach rechts führte. Eine sichere Landung war damit nicht möglich und die Piloten entschieden sich zum Durchstarten. Die dazu erfolgte nochmalige Erhöhung des Schubs des linken Triebwerks bei gleichzeitig unveränderter Leerlaufstellung des rechten Triebwerks verstärkte jedoch das Rollen der Maschine nach rechts nochmals stark und führte letztendlich zum Kontrollverlust und Absturz der Maschine.

## Mediale Rezeption
Das Unglück wurde unter dem Titel Fatale Fehlerkette (Fatal Approach) in der Episode 5 der Staffel 19 von Mayday – Alarm im Cockpit verfilmt.